# Північноаризонський університет
Північноаризонський університет (англ. Northern Arizona University, NAU) — громадський дослідницький університет, розташований у Флегстаффі.. Це перший громадський університет, заснований на території штату за 13 років до оголошення Аризони 48-м штатом країни.
Північноаризонський університет – один з трьох університетів, якими керує Рада регентів Аризони та акредитований Комісією з вищої освіти США. Станом на осінь 2022 року, в університеті навчалося 28090 студентів, з них 21411 осіб прописані у кампусі Флегстаффа. Університет поділено на 7 академічних коледжів, у яких здобувають 130 базових спеціальностей та 100 післядипломних програм, а також різні академічні сертифікати. Студенти відвідують лекції і проводити дослідження у Флегстаффі, онлайн та понад 20 локаціях по всьому штату, включаючи біологічний кластер Фінікса, раніше відомий як Біомедичний кампус Фінікса.
Університет класифіковано "R2: Doctoral Universities – High research activity (висока дослідницька активність)" та займає рядок 178 у національному рейтингу досліджень Національного наукового фонду за підсумками фіскального року 2021.
Факультет астрономії університету очолював спостереження у рамках місії NASA DART де вчені разом з колегами відкрили низку астрономічних тіл, наприклад, Ериду та Седну та є активними шукачами гіпотетичної Дев’ятої планети. Університет – первинна інституція обсерваторії Ловелл, а Флегстафф визначено одним з 22 місць найтемнішого неба у світі.
Команда університету Lumberjacks змагається у Першому студентському дивізіоні, переважно як учасник конференції Big Sky. Вона – кількаразовий чемпіон країни, зокрема у крос кантрі. Спортивні потужності школи на висоті над рівнем моря 6 950 фут (2 120 м) застосовуються олімпійцями та професійними спорртсменами для висотних тренувань..

## Історія
Установа відкрилася 11 вересня 1899 року під назвою Нормальна школа північної Аризони та двома викладачами, один з яких, Алмон Ніколас Тейлор, очолював школу. Як навчальні посібники застосовували "дві копії Міжнародного словника Вебстера у овечій шкурі. Перший випускний клас 1901 року нараховував чотирьох жінок, які отримали право викладати на території Аризони. У 1925 році законодавці дозволили школі, яка вже мала назву Педагогічний коледж півночі штату Аризона присвоювати науковий ступінь бакалавра освіти. У 1929 році школа отримала назву Педагогічний коледж Аризони у Флегстаффі.

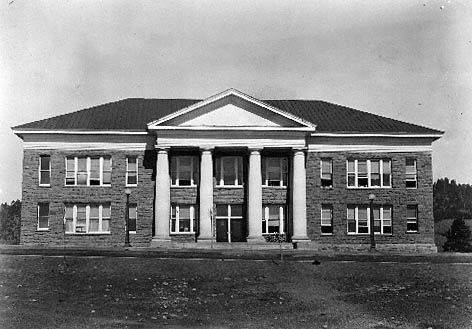
Школа підготовки вчителів у 1922

 У 1929 році до країни прийшла Велика депресія і навчальний заклад отримав нове значення у громаді. Замість закриття, школа успішно подолала депресію. Греді Гаммаж, шкільний президент того часу описував вищу освіту як депресивну індустрію, яка добре почувалася у важкі часи. Незважаючи на фінансові труднощі, набір між 1930 та 1940 роками, а дипломну роботу поновлено у 1937 році.
Коледж надавав освітні місця у економічно важкі часи, часто створюючи робочі місця для студентів, щоб ті могли продовжувати своє навчання; вони працювали на молочній фермі школи, на кухні та у їдальні кампусу та як доставники газет. Самодостатність коледжу допомогла зберегти грошові ресурси місцевої економіки громади Флегстаффа, вливши понад півмільйона доларів у 1938 році
Педагогічний коледж Аризони був відомий різноманіттям студентів та етнічною толерантністю. Перша представниця індіанських народів, Іда Ме Фредерікс, отримала диплом у 1939 році ref name="History 2016"/>. Студентів приймали з сільських ферм, шахтарських родин, Східного узбережжя та інших населених пунктів. Під час депресії ширилася мережа братств та клубів, відображаючи широкий спектр інтересів.
Під час Другої світової Північноаризонський університет був одним зі 131 навчального закладу, який брав участь у програмі V-12, що відкривала студентам шлях до військово-морських сил. Кількість студентів з початком війни стрімко зменшувалася до 161 у 1945.
Щоправда після війни кількість суттєво зросла, так як ветерани поверталися продовжувати навчання.
Наприкінці війни коледж значно збільшив кількість програм поза учительськими спеціальностями, зокрема у галузях мистецтва та науки. Для відтворення зростання, школу перейменували на Коледж штату Аризона у Флегстаффі у 1945 році, а у 1958 він став просто Коледж штату Аризона. Тоді ж, у 1958, започаткували програму відновлення лісів. Упродовж наступних двох десятиліть тривав розвиток, тож Рада регентів Аризони присвоїла коледжу статус університету з найменуванням Північноаризонський університет у 1966 році.
У 2022 році 17 президентом університету став Хосе Луїс Крус Рівера. У 2023 році університет оголосив власну ініциативу з охорони здоров'я, яка передбачає утворення медичної школи на базі Коледжу медицини.

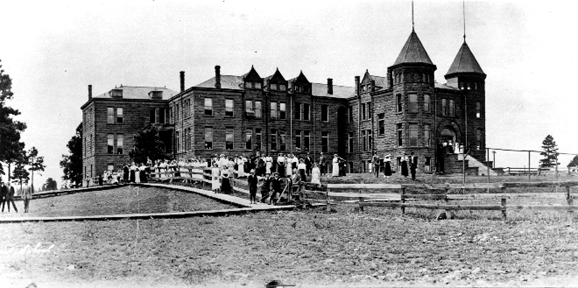
Стара Головна будівля південного кампусу (1894)

## Кампуси

### Кампус Флегстафф
Кампус Флегстаффа з навчальними, адміністративними та житловими будівлями займає 829 гектарів лісистої території.

Вид комплексу науки та охорони здоров’я Північноаризонського університету

На висоті 6 950 фут (2 120 м)над рівнем моря, ПАУ став одним з найвищих кампусів серед закладів освіти з чотирирічним циклом освіти. Головний кавмпус оточує найбільший сосновий ліс світу , та має чотири виражених кліматичних сезони. У центральному місті Флегстафф у середньому випадає 90,1 дюйма снігу на рік На гірськолижному курорті Аризона Сноубоул, що займає піки Сан-Франциско на північний захід від міста, узимку доступне катання на лижах. Поблизу розташовуються Великий каньйон та Седона Flagstaff is regularly ranked among the best college towns in the United States.
Протягом багатьох років університет пріоритезує ініціативи стійкості, а також програми та ресурси на території кампусу, що стимулюють університетську громаду долучатися до зусиль. На території розташована дюжина сертифікованих у відповідності до стандарту лідерства у енергетичному та природоохоронному дизайні будівель, ним же мають відповідати і нові споруди. Полуги та потувжності громадського харчування роблять внесок до ініціативи компостування, збираючи понад 300 тисяч фунтів матеріалу  на рік, що запобігає викидам 250 метричних тонн двоокису вуглецю у атмосферу. Більшість кампусу використовує відновні вітрові та сонячні виробництва електроенергії. Сьогодні університет вивчає можливості використання величезного лісового масиву для переробки у електрику або тепло. Президент університету Хосе Луїс Крус Рівера прогнозує [[вуглецева нейтральність|вуглецеву нейтральність у навчальному закладі до 2030 року.

### Кампуси на території штату та NAU Online
На додачу до 21000 студентів, що навчаються у Флегстаффі, ПАУ обслуговує 8000 студентів онлайн та на території штату. З метою широкого охоплення освітою аризонців, уніаверситет розробив 130 акредитованих ступеневих програм у понад 20 локаціях на території штату. Університет вибудував партнерські відносини з коледжами у громадах, а також ПАУ-Явапаї, що означає співпрацю університету з коледжем Явапаї у долині Прескотт у Аризоні. Найстаріший філіал і один з найбільших кампусів це ПАУ-Юма.
NAU Online пропонує два шляхи здобуття ступенів – традиційна онлайн-освіта та програма підписки.
- Традиційна форма співпадає з розкладом регулярного семестру, а викладання базується на академічнихх годинах.
- Підписна онлайн-модель має визначені дати початку щотижня. Оплата базується на шестимісячному тарифі підписки.

## Освітня діяльність

### Коледжі та програми
У семи коледжах (з восьмим коледжем – медицини – у планах), ПАУ пропонує 130 програм базової освіти, понад 80 магістерських програм, 20 докторських, 50 базових та 40 післядипломних сертифікатів.
За підсумками 2021-2022 навчального року найбільшою популярністю користувалися наступні напрями підготовки:
- Виховання дітей
- Психологія
- Бізнес економіка
- Криміналістика та кримінальне право
- Біологія
- Біомедицина
- Спортивна фізіологія

#### Коледж мистецтва та журналістики
Коледж мистецтва та журналістики розподілений на такі департаменти
- Школа мистецтва
- Порівняння культур
- Англійська мова
- Глобальні мови та культури
- Історія
- Філософія
- Школа музики Кітт
- Театр

При коледжі діють Музей мистецтва Клари Ловетт, Інститут Мартіна-Шпрінгера (просуває уроки Голокосту), проєкт письменництва Північної Аризони, Меморіальна аудиторія Ардрі, концертний зал Кітта. Протягом десятиліття кіносерія Коледжу мистецтва і журналістики пропонує класичні фільми високої якості для університету та громади Флегстаффа. У коледжі базується докторальна програма з прикладної лінгвістики. Відділи факультету та студенти реалізовують стипендіальні програми та розвивають артистичні досягнення у понад 300 виставах, лекціях, фільмах та виставках щороку

#### Коледж освіти
Коледж освіти – фундамент академічної діяльності ПАУ з широким спектром програм бакалавріату, магістерських та докторських програм. Вони сфокуксовані на ранньому дитинстві, початковій, середній та вищій освіті. Напрями досліджень:
- Лідерство у освіті
- Психологія освіти
- Освітні спеціалізації (білінгвальна та мультикультурна освіта, карєра та технічна освіта, освітні технології та спеціалізоване навчання
- НТІМ (Наука, Технології, Інженерія, Менеджмент)
- Викладання та навчання[30]

У коледжі базується Проект професійної підготовки учителів навахо, які працюють з учителями, що знають мову навахо та мають високі академічні досягнення щоб відповідати ліцензійним вимогам учителів, які залучені у програмах вивчення мови.

#### Почесний коледж
ПАУ першим у Аризоні запровадив Почесну програму Аризоні. Академічний напрям відкритий студентам магістерських курсів та передбачає курсову роботу, дослідницькі ресурси та програми, покликані розширити попередній досвід базової освіти. Студенти Почесного коледжу мають унікальну освіту навчатися за кордоном та можуть брати участь у позакласних програмах типу Естетика країни каньйонів. Студенти-першокурсники Почесного коледжу живуть у Почесній Резиденції, яка поєднує проживання, навчання та дослідницькі потужності під одним дахом.

#### Коледж інженерії, інформатики та прикладних наук
Коледж інженерії, інформатики та прикладних наук - найновіший коледж ПАУ. Заклад готує спеціалістів з 19 базових основних спеціальностей, 5 спеціалізаціях, 13 магістерських та 5 докторських програм. Коледж має наступні школи та департаменти:
- Прикладна фізика і матеріаловедення
- Цивільна та природоохоронна інженерія
- Менеджмент будівництва
- Механічна інженерія
- Школа інформатики, обчислень та кіберсистем

Студенти мають доступ до численних лабораторій, зокрема
- Центр досліджень екосистем та суспільства
- Центр досліджень рівноправності охорони здоров'я
- Центр матеріальних інтерфейсів у прикладних дослідженнях
- Центр досліджень навколишнього середовища Меріам Повелл
- Інститут патогенів та мікробіому

#### Коледж навколишнього середовища, лісів та природничих наук
Коледж навколишнього середовища, лісів та природничих наук пропонує базові та післядипломні програми, які інтегрують науку та математику у креативному застосуванні знань. Список департаментів:
- Астрономія та планетарні науки – ця програма дає прямий доступ до Ловеллівської обсерваторії. Флегстафф – один з 22 населених пунктів з високим ступенем найтемнішого неба у світі[13]. Астрономічний факультет відомий своїм внеском у місії NASA DART[35] Професор [[Чедвік Трухільйо виявив низку ТНО, зокрема Ериду та Седну[36] Університет вагомий учасник досліджень гіпотетичної Дев’ятої планети[12]
- Біологічні науки
- Хімія та біохімія
- Школа Землі та сталого розвитку
- Школа лісу
- Освіта НТІМ
- Математика та статистика

Студенти та працівники факультету мають доступ до 30 дослідницьких центрів та інституцій, які фінансує університет, зокрема:
- Ліс століття
- Центр вивчення екосистеми та суспільства
- Центр біорізманіття плато Колорадо
- Інститут екологічного відновлення
- Національний інститут дослідження змін клімату

#### Коледж охорони здоров’я і послуг

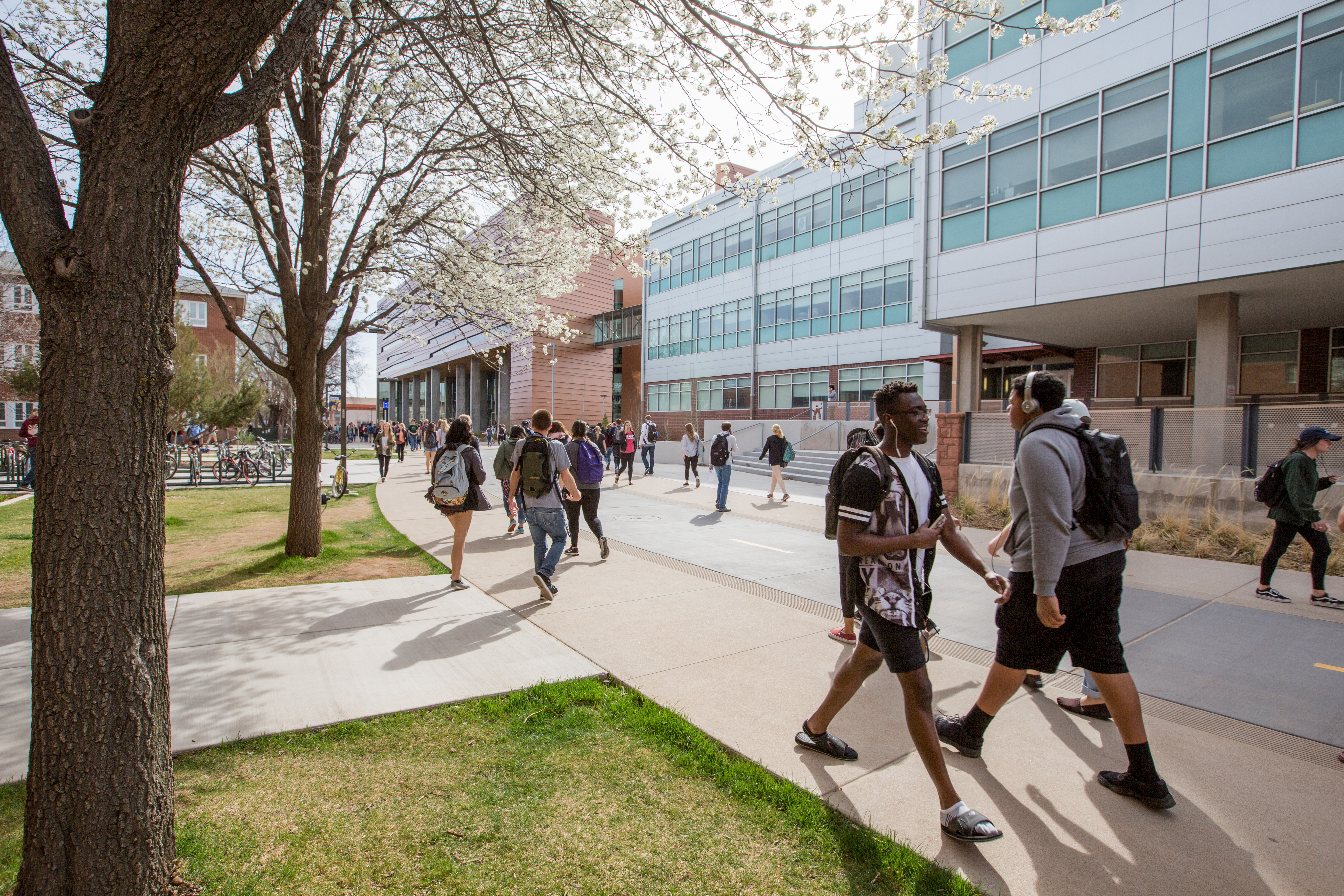
Будівля наук та охорони здоров’я ПАУ

Коледж охорони здоров’я і послуг готує медичних професіоналів, які надають послуги у галузі охорони здоров’я та добробуту громад, переважно жителів Аризони, корінних американців та осіб, що вважаються знедоленими. Список департаментів, які надають ступені бакалавра, магістра та доктора:
- Спортивне тренування
- Наука та розлади комунікації
- Гігієна зубів
- Медичні науки
- Підготовка медичних сестер та братів
- Ерготерапія
- Фізіотерапія
- Підготовка первинних спеціалістів

Коледж охорони здоров’я та послуг пропонує кілька програм у [[Біомедичний кампус Фінікса|Центру біорізноманіття Фінікса, сучасному закладі на 30 акрах у передмісті Фінікса із зоною досліджень, освітніми та клінічними закладами на площі понад 6 мільйонів квадратних футів для студентів, що вивчають просунуті медичні професії.

#### Коледж медицини
У 2023 році університет оголосив про створення Коледжу медицини.

#### Коледж соціальних та поведінкових наук
Коледж соціальних та поведінкових наук пропонує широкий спектр соціальної науки та повязаних професійних програм, зокрема:
- Антропологія
- Прикладні дослідження корінних народів
- Комунікація
- Кримінологія та кримінальне право
- Етнічні дослідження
- Географія, планування та рекреація
- Політика та міжнародні відносини
- Психологія
- Соціальна робота
- Соціологія
- Стабільність суспільства
- Університетські дослідження
- Жіночі та гендерні дослідження

При коледжі також діє Інститут громадської служби, який обєднує студентів, старших дорослих та інших членів суспільства з метою їх залучення до національного волонтерського руху у їхніх громадах. Інститут розвитку людини опікується розвитком відносин, що пропагують цінність та публічне визнання людей з особливими потребами.

#### Коледж бізнесу В.А. Френка
Коледж бізнесу В.А. Френка  присуджує степені на рівнях базової та магістерської освіти. Вкладення у коледж 25 мільйонів доларів авіаційним підприємцем Біллом Френком призвело до перейменування закладу на його честь у 2007 році. Він має акредитацію Асоціацією розвитку бізнес-шкіл. Заклад пропонує 7 базових ступенів бакалавра ділового адміністрування з бухгалтерського обліку, економіки, фінансів, гостинності, інформаційних систем, менеджменту та маркетингу, які студенти здобувають після опанування курсу професійних бізнес-програм. Коледж також проводить сертифікацію з 13 напрямів та програму MBA для післядипломних студентів, що завершили навчання.
Цей комплекс відкритого типу займає 4 повери загальною площею 111 000 фут2 (10 300 м2) містить парадний центральний холл, 14 класних кімнат, 5 компютерних лабораторій, 11 конференц-залів, кілька лаунжів, 56 адміністративних офісів, тераси та кафе. У будівлі знаходиться Центр розвитку кар’єри та бізнес-комунікацій. Будівля отримала золоті сертифікати відповідності стандартам LEED за дизайн, дружній до навколишнього середовища.

##### Школа готельного та ресторанного менеджменту
Коледж бізнесу ім. В.А. Френка прихистив і Школу готельного та ресторанного менеджменту присвоює ступені бавкалавра зі готельно-ресторанного менеджменту та міждисциплінарних напрямів менеджменту гостинності плюс сертифікує 6 програм гостинності. Школа дислокується у північній частині університетського кампусу у будівлях комплексу Юджина М. Г’юза, названого на честь колишнього президента університету Юджина Г’юза. Будівля містить високотехнологічну демонстраційну кухню, лоббі, конференц-зали та кафе.
Journal of Hospitality and Tourism Research вивів школу на перше місце рейтингу програм гостинності Аризони та 22 місце у США, що робить її однією з кращих у країні.

#### Коледж післядипломної освіти
Коледж післядипломної освіти пропонує понад 80 магістерських та понад 20 докторських ступенів, а також сертифікує за 40 напрямками післядипломної освіти очно та онлайн. ПАУ здійснює практичне менторство студентів, а також забезпечує їх участь у численних дослідницьких, стипендіальних та креативних заходах. Коледж підтримує усі аспекти післядипломної освіти та дбає про професійне зростання студентів.

### Дослідницька діяльність
Північноаризонський університет займає 178 місце у останньому рейтингу Національного фонду науки за підсумками 2021 фіскального року з показником 69,1 мільйона. Ключовими напрямками досліджень закладу стали Центр природоохоронної генетики та генетичних ресурсів, Лабораторія візуалізації та гістології ядра та Комплекс досліджень парникового ефекту. Інші дослідницькі лабораторії – це Ліс Століття, Лабораторія дитячої мови та мови (Child Speech and Language Lab), аналітична лабораторія плато Колорадо, Лабораторія геопросторових досліджень та інформації, Лабораторія прикладних соціальних досліджень, дослідницька станція Меріам-Пауелл, RAPIDLab та Центр освіти та досліджень у Волнат-Крік.
Інститут патогенів та мікробіому проводиь дослідження та розробляє заходи боротьби з потенційно смертоносними хворобами типу COVID-19. У закладі працюють понад 100 регулярних співробітників, післядипломних студентів.
Колекції, архіви та музеї включають Ботанічний сад Флагстафф, Музей мистецтва, Спеціалізовані колекції та архіви бібліотеки Клін, Центр біорозманіття плато Колорадо та Музей Північної Аризони.
Північноаризонський університет приєднався до партнерської групи Lowell Discovery Telescope у 2014 році. Учені університету використовують телескоп для детального фотографування малих об’єктів Сонячної системи. Додатково ПАУ співпрацює з Ловеллом на майданчику Андерсон Меса та спостережних програмах Національної лабораторії досліджень базової освіти. ПАУ керує Національною обсерваторією досліджень, яка надає доступ до 0,79-метрового телескопу консорціуму чотирирічних коледжів по всій країні.

### Рейтинг
```
Times
 визначили, що університет займає 501-600 місце у національному та міжнародному рейтингах станом на 2021-22 рік
[
59
]
```

### Прийом студентів
У лютому 2022 року Північноаризонський університет оголосив пілотну програму прийому з метою підвищення доступу до коледжів абітурієнтам з вищих шкіл Аризони. Раніше ПАУ, як і Університет штату Аризона та Університет Аризони, потребували для вступу 16 базових курсів, але не всі школи включали їх до свого навчального плану, зокрема, друга мова та математика. Пілотна програма виключила мовний бар’єр та збільшила кількість чотирирічних математичних курсів, щоб дати можливість здобути вищу освіту більшій кількості випускників середньої школи та коледжів.

Статистика першокурсників осіннього семестру
|                            | 2022   | 2021   | 2020   | 2019   | 2018   | 2017   | 2016   | 2015   |
| -------------------------- | ------ | ------ | ------ | ------ | ------ | ------ | ------ | ------ |
| Подано заяв                | 44,855 | 42,872 | 37,386 | 36,855 | 36,831 | 36,875 | 36,511 | 31,995 |
| Допущено                   | 35,881 | 33,592 | 30,523 | 31,312 | 30,428 | 29,812 | 28,495 | 20,727 |
| % допущених                | 79.99  | 78.35  | 81.60  | 84.95  | 82.61  | 80.85  | 78.04  | 64.78  |
| Зараховано                 | 5,575  | 5,297  | 5,217  | 3,395  | 3,668  | 3,872  | 5,607  | 3,872  |
| Середній бал першокурсника | 3.70   | 3.70   | 3.70   | 3.64   | 3.61   | 3.60   | 3.60   | 3.40   |
| Середній бал тесту ACT     | 22     | 22     | 22     | 23     | 23     | 23     | 23     | 23     |

## Викладання та оплата
Середня вартість навчання та зборів для студента з Аризони, що навчається на денній формі, складає 12652 долари за 2023-2024 навчальний рік і 28900 для студентів з інших штатів та країн. ПАУ також учасник Західної програми обміну студентами, яка здешевлює вартість навчання для студентів із західних штатів США. Станом на 2023-2024 рік, ЗПОС коштує 18238 доларів. Університет задіяний у двох програмах  - Випускники західного регіону (англ. Westerrn Regional Graduate) та Програми професійного студентського обміну (англ. Professional Student Exchange Program), що дає змогу випускникам з інших штатів заходу США платити за навчання у своєму штаті.
У квітні 2022 року президент університету Хосе Луїс Крус Рівера оголосив ініціативу Доступ до доконалості (англ. Access2Excellence, A2E), яка надає безкоштовне навчання на бакалавріаті з доходом домогосподарства 65 тисяч доларів на рік або нижче. Навчання буде покрите стипендіями та фінансовою допомогою. Кожне друге домогосподарство штату відповідає цим критеріям. Програма також охоплює 22 визнаних племен Аризони незалежно від доходу та місця проживання.

## Ініціативи для корінних народів Америки

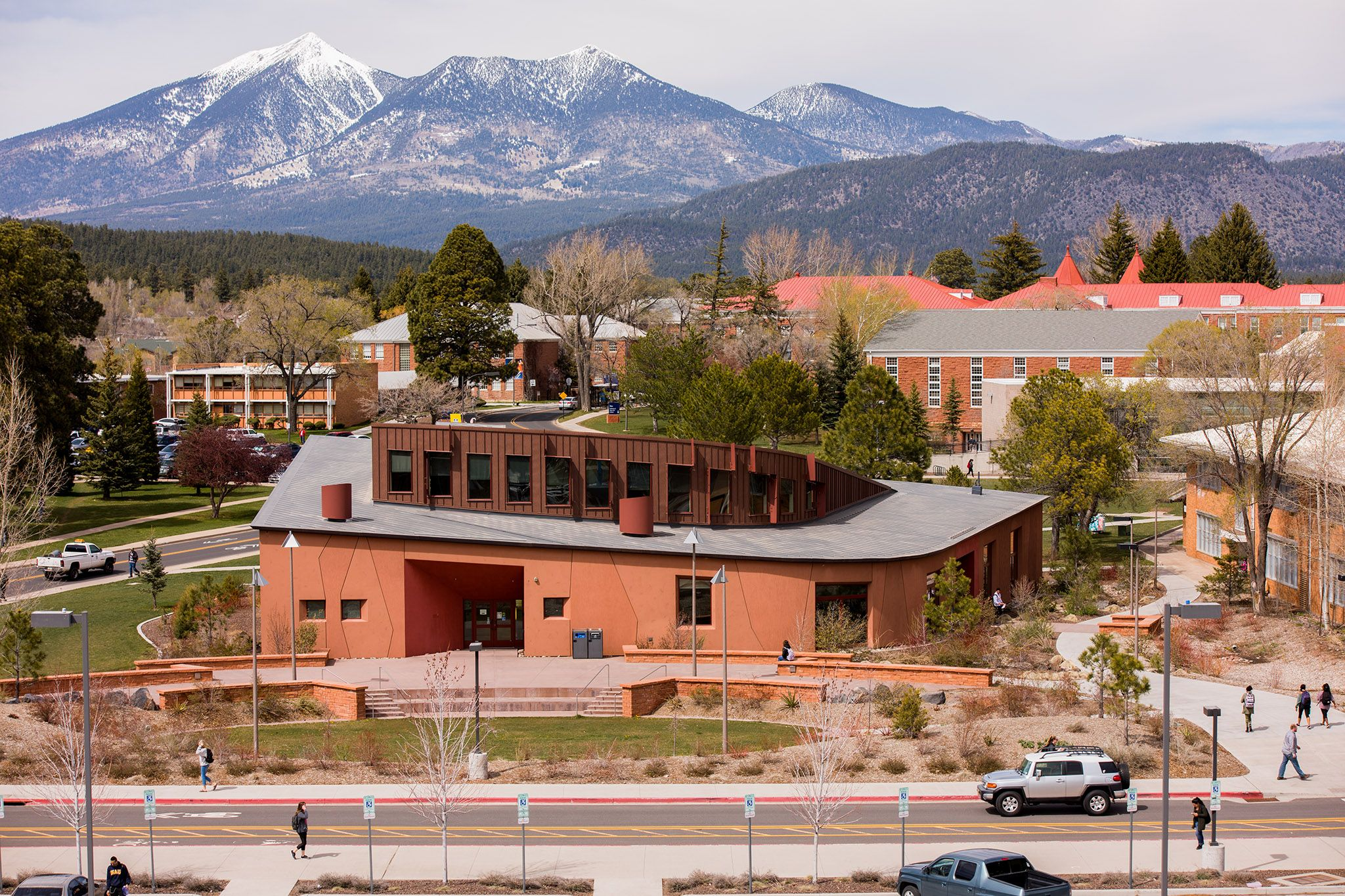
Культурний центр корінних народів Америки

Частина стратегічної дорожньої карти ПАУ 2025 Elevating Excellence – бажання стати головнимуніверситетом, який обслуговує корінні народи. Багато програм на території кампусу та поза його межами привели у відповідність до мети.
Культурний центр корінних народів Америки – будівля площею 12000 квадратних футів обєднує програми підтримки місцевих та виконує функції соціального та культурного хабу. Офіс ініціатив для корінних народів Америки підтримує корінних студентів та громади різноманітними програмами, серед яких Інститут корінних освітян, Інститут професіоналів середовища, Інститут лідерства для племен та Офіс успіху корінних студентів.

## Інститут Мартіна Шпрінгера
Інститут Марка Шпрінгера заснований у ПАУ у 2000 році, щоб “привернути увагу до прав людини вшануванням та дослідженням Голокосту”. Він заснований живою свідкинею Голокосту Доріс Мартін та її чоловіком Ральфом. Інститут під керівництвом директора Бьорна Крондорфера проводить лекції, академічні майстеркласи та симпозіуми, публічні виставки; досліджує фонди та проводить освітні воркшопи та тури для вчителів Аризони.

## Гуртожитки

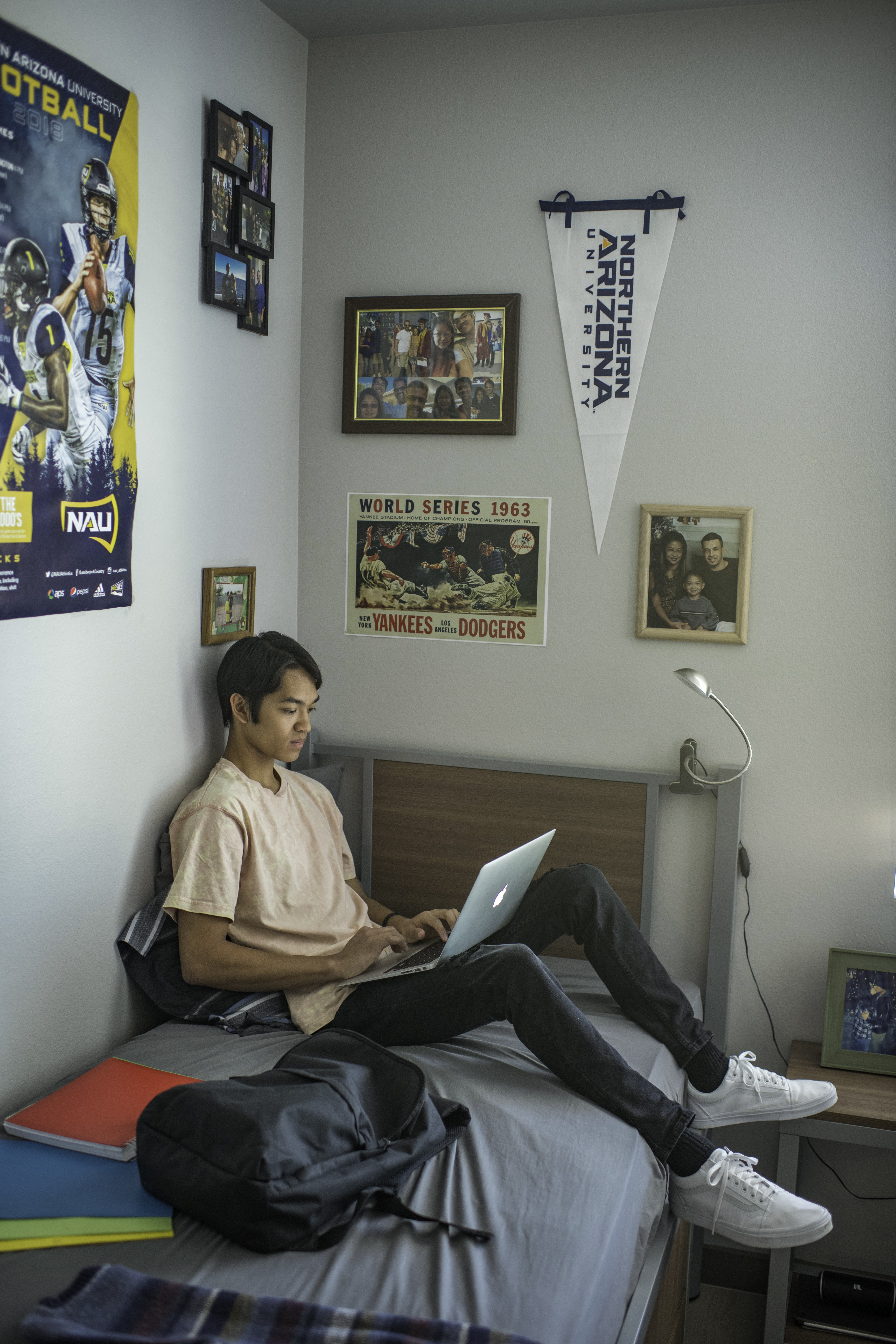
Студент Почесного коледжу ПАУ навчається у кімнаті гуртожитку

На території кампусу ПАУ навчається 10500 студентів.

### Гуртожитки для першокурсників
Наявні гуртожитки для першокурсників  - Аллен Холл, Кемпбелл Холл, Кауден Холл, Почесного коледжу, МакКоннелл Холл, Мортон Холл, Ріллі Холл, Секріст Холл (9-поверховий гуртожиток, найвища будівля північної Аризони, Taylor Hall, Tinsley Hall, and Wilson Hall.
Тейлор Холл, Тінслі Холл та Вілсон Холл

### Для студентів старших курсів
Гуртожитки готельного та квартирного типу доступні студентам, що навчаються з другого по четвертий курс.
На території кампусу старшокурсники поселяються у:
Калдерон, Кампус Хайтс, Габалдон, Джилленуотер, МакДональд, МакКей Вілледж, Маунтейн Вью, Пайн Рідж Вілледж, Реймонд, Розберрі та Саус Вілледж .
Сімейні студенти користуються послугами шкіл Флагстаффа. Мешканці району перебувають у зоні початкової школи Кінсі, середньої школи Маунт Елден та Флагстафф Хай Скул.

### Партнерське житло
Старшокурсники третього і четвертого курсів, що проживають у кампусі, мають першочергове право на лізинг житла від партнерів університету, що розташовані на території студентського містечка. Ці гуртожитки у Флагстаффі знаходяться під контролем American Campus Communites: Сюітс, Хіллтоп Таунхоумс та Скайвью.

## Спорт в університеті

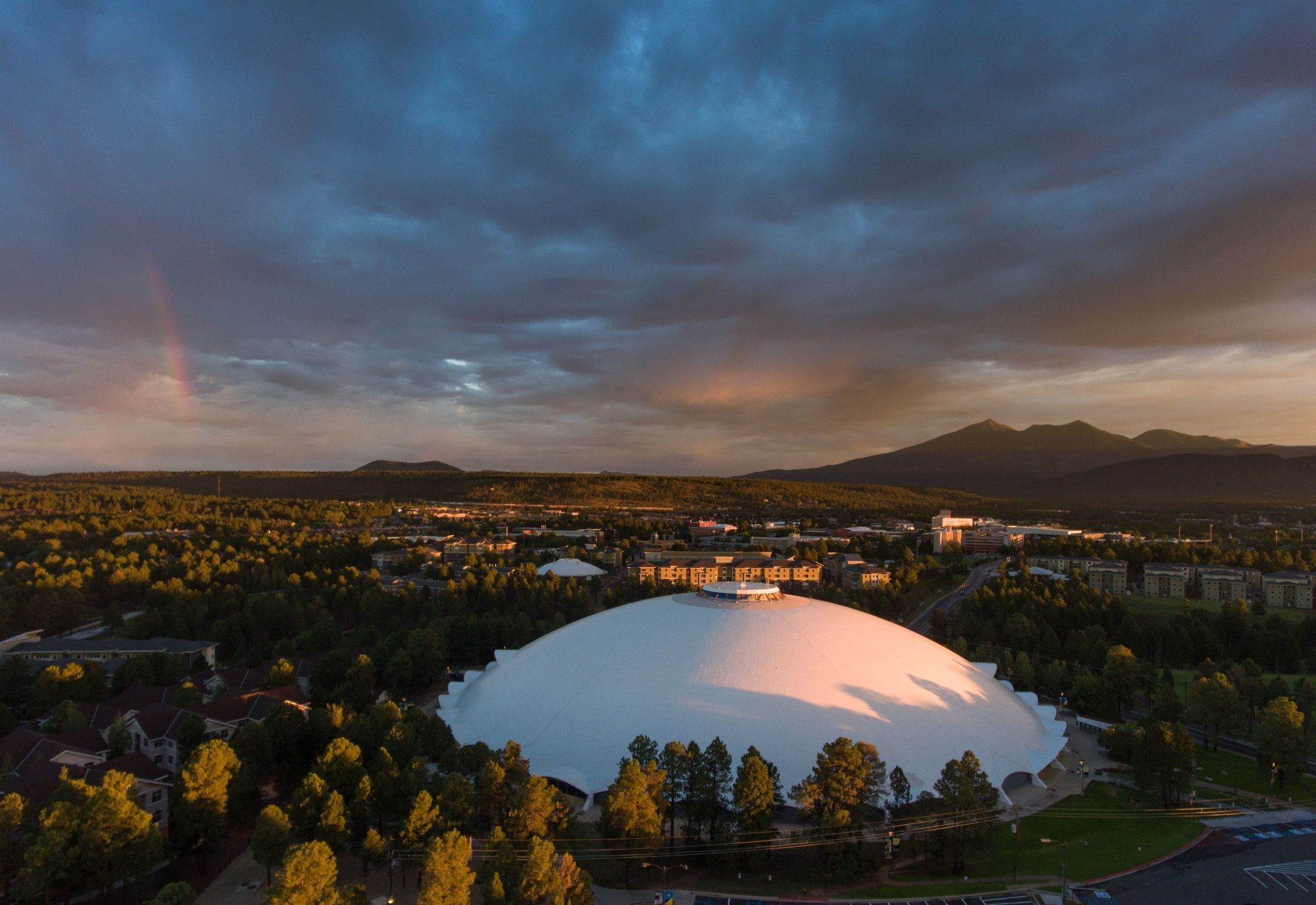
Skydome (Флагстафф на півночі кампусу

Студенти-атлети тренуються та змагаються на відповідному рівні у американському футболі (чоловіки), волейболі, футболі, гольфі, плаванні та стрибках у воду (жінки); баскетболі, крос кантрі, легкій атлетиці і тенісі (жінки та чоловіки). Університет задіяний у 15 спортивних програмах для коледжів. Кілька команд університету проводять тренування на багатоцільовому стадіоні Skydome, що має моєжливості для американського та європейського футболів, баскетболу, легкої та важкої атлетики, лакросу, відновлення студентів, важивих концертів та інших громадських заходів.
 
У лютому 2022 року ввели у експлуатацію студентський спортивний центр площею 77 тисяч квадратних метрів та вартістю 47 мільйонів доларів. Заклад містить тренажерний зал площею 10000 квадратних футів, академічний центр, баскетбольні майданчики, поле для тренувань, роздягальні, кімнати збору команд, аудиторії та простір спортивної медицини.
Центр активності Ролл надає кімнати для фізичної культури та містить майданчики для рекреаційних та університетських видів спорту. Тут, зокрема, змагається збірна волейболу у залі місткістю 1100 глядачів. Будівля носить ім’я Джозефа Ролла, “Mr. Lumberjack,” з 1989 року. Ролл грав у баскетбол з 1937 по 1941б обіймав посаду президента ради та здобув у 1941 році ступінь бакалавра, а у 1950 – магістра освіти Коледжу штату Аризона у Флагстаффі. Згодом він закінчив Колумбійський університет та протягом 36 років працював у ПАУ на посадах від завідувача бібліотеки до ректора з питань послуг університету
Уолл Акватік Сентер у комплексі водних видів спорту та тенісу – один з найкращих висотних плавальних басейнів світу
Ламберджеки змагаються першому студентському дивізіоні зі всіх видів спорту. Лише команда з американського футболу змагається у окремому дивізіоні (раніше відомого як Дивізіон I-AA). ПАУ змагається у Big Sky Conference, за винятком плавання та стрибків у воду, які входять до Західної конференції.

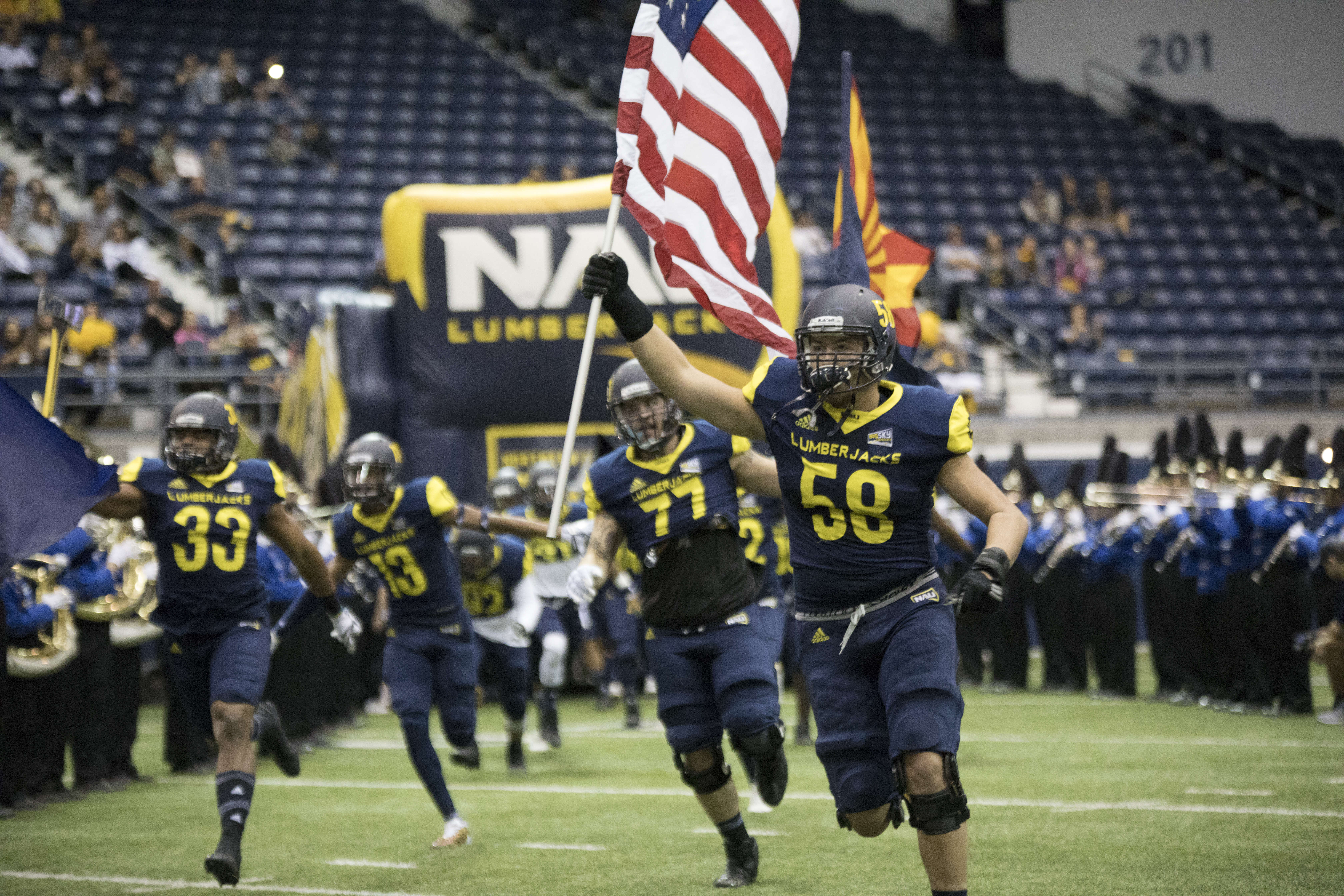
Команда ПАУ з американського футболу

Ламберджеки виграли Чемпіонат NCAA з крос-кантрі серед чоловіків у 2016, 2017, 2018, 2020, 2021, 2022 роках. Повторний переможний сезон 2017 запвершив ідеальний сезон. Для перемоги знадобилися 53 очки, а 5 спортсменів потрапили до топ-40. Загальний результат (74 очки) був найнижчим за всю історію студентського спорту з 2014 року, а Ламберджеки здобули два чемпіонства поспіль з сезону 2013-2014.. Директор відділу крос-кантрі та легкої атлетики Майкл Сміт здобув премію Білла Делінгера у номінації «Тренер року». Аналогічну нагороду йому присудила конференція Big Sky за досягнення чоловіків та жінок. Сміт також став тренером року за версією Асоціації тренерів легкої атлетики та крос-кантрі у 2017 та 2018 роках.
Ізраїльтянка Майя Кале-Безанкур встановила рекорд школи у стрибках у довжину на відкритому повітрі на позначці 20' 6" (6.10 м), рекорд університету у стрибках у довжину в залі і на вулиці (20' 6".00) та потрійному стрибку (41' 3".75),, у залі її показник потрійного стрибка 40' 5".00 She was an NCAA All American у 1984. У 1989 році вона увійшлу до Залу спортивної слави університету.
Високогырне розташування закладу дозволяэ використовувати споруди ПАУ для тренувань витривалості спортсменів.

## Студентські активності та організації
| Раса та етнічна приналежнісь | Total | Total |
| ---------------------------- | ----- | ----- |
| Білі американці              | 56%   | 56    |
| Іспанського походження       | 26%   | 26    |
| Інше                         | 6%    | 6     |
| Афроамериканці               | 3%    | 3     |
| Корінні американці           | 3%    | 3     |
| Азіати                       | 2%    | 2     |
| Іноземці                     | 2%    | 2     |
| Економічна класифікація      |       |       |
| Низькі доходи                | 32%   | 32    |

### Організації
ПАУ має понад 400 визнаних професійних, академічних сервісних та соціальних організацій; спортивну програму для студентів очної форми навчання, газету The Lumberjack; організації самоврядування гуртожитків

### Передова медіалабораторія
Лабораторія площею 2000 квадратних футів надає можливість студентам співпрацювати зі стипендіатами та дослідниками у рамках грантових проєктів, зокрема розробки мобільних додатків, доповненої реальності, виробництва фільмів, аерофотозйомки, кіберспорту та захоплення зображень.

### Студентські медіа
Інноваційний медіацентр при Коледжі соціальних та поведінкових наук пропонує низку навчальних програм, де студенти опановують журналістику та кіновиробництво у реальних умовах.

#### The Lumberjack
Студенти працюють у The Lumberjack, висвітлюючи новини університету та регіону на порталі Jackcentral.com та соціальних медіа, а у місті Флегстафф поширюється друкована версія. Історія газети налічує понад 100 років та має численні нагороди у доробку.
Спортивна дирекція центру  - мультимедійна організація, яка дозволяє студентам слідкувати за спортивними подіями Аризони на ТВ, онлайн, у соціальних медіа та пресі.

#### NAZ Today, KJACK Radio, UTV Studios
На UTV Studios студенти можуть знімати короткометражні фільми та проводити фестивалі двічі кожного навчального року. UTV 62, кабельний телеканал під керівництвом студентів, працює 24 години на добу, 7 днів на тиждень на каналі 62 у кампусі.
Студенти також випускають програму NAZ Today, яка транслюється на кабельних каналах півночі Аризони. Це єдиний випуск новин регіону. У 2018 році програма отримала національне визнання Асоціації освітнього мовлення як найкращу студентську програму новин. Також студенти публікують новини з програми у Facebook та X і ведуть вебсайт шоу.
KJACK (KLJXLP, 107.1 МГц)  - ліцензована малопотужнав радіостанція, на якій студенти навчаються основам радіо та мовлення. На додачу до музики KJACK транслює спорт наживо, розмовні шоу та новини.
Телевізійна програма NAZ Today” транслюється також з понеділка по четвер на кабельному каналі 4 у Флегстаффі; раніше її також транслював UniversityHouse (канал Dish Network 9411) до його закриття. Телепрограма – єдине джерело місцевих новин у агломерації Флегстаффа після закриття каналу новин Channel 2 у серпні 2008.
Члени спортивної команди медіацентру висвітлюють спортивні події північної Аризони на різних медіаплатформах. Студенти також працюють на передсезонному бейсбольному турнірі та інших головних подіях у Фініксі.

### Рекреація та послуги
Центр здоров’я та навчання Джона Хегера пропонує бігову трасу під дахом, стіну для підйому висотою 38 футів, великий тренажерний зал, мультицільовий спортивний зал, кардіотеатр та 123 квадратних футів рекреаційних потужностей. На території центру надають медичні послуги та офіси для маломобільних громадян.

### Спорт
На території кампусу є можливості для занять понад 30 змагальними та відновними видами спорту -як індивідуальними, так і командними Ще понад 40 мають як змагальний, так і ознайомчий статус, такі як бейсбол, регбі, європейський футбол, хокей з шайбою, лакрос, квіддич, дисковий гольф, кендо, бойові мистецтва та водне поло. The club tennis team competes in the national USTA Tennis on Campus league and won the national Spring Invitational in 2017.
Збірна університету з тенісу змагається у лізі студентського тенісу та у 2017 році виграла національний весняний турнір 

### Кіно та інші події
В університеті проходить чимало подій, а громада кампусу отримує низку сервісів, таких як перегляд кіно та популярна програма вечора п’ятниці AfterHours, яку виробляє SUN Entertainment. SUN також проводить концерти, безкоштовні кіносеанси, доджбол та інші важливі заходи щороку. Коледж мистецтва та журналістики презентує класичні фільми щовівторка протягом навчального року та понад 400 музичних та театральних вистав, лекцій, кіно- та мистецьких виставок щороку.

## Випускники
Асоціація випускників Північноаризонського університету нараховує 160 тисяч членів, серед відомих членів якої два губернатори Аризони, один сенатор, член Палати представників, два посли США, медаліст Пошани, 16 олімпійців, чотири стипендіати Трумена, 11 стипендіати Голдвотера та три [[Стипендія Удаллів|стипендіати Удаллів

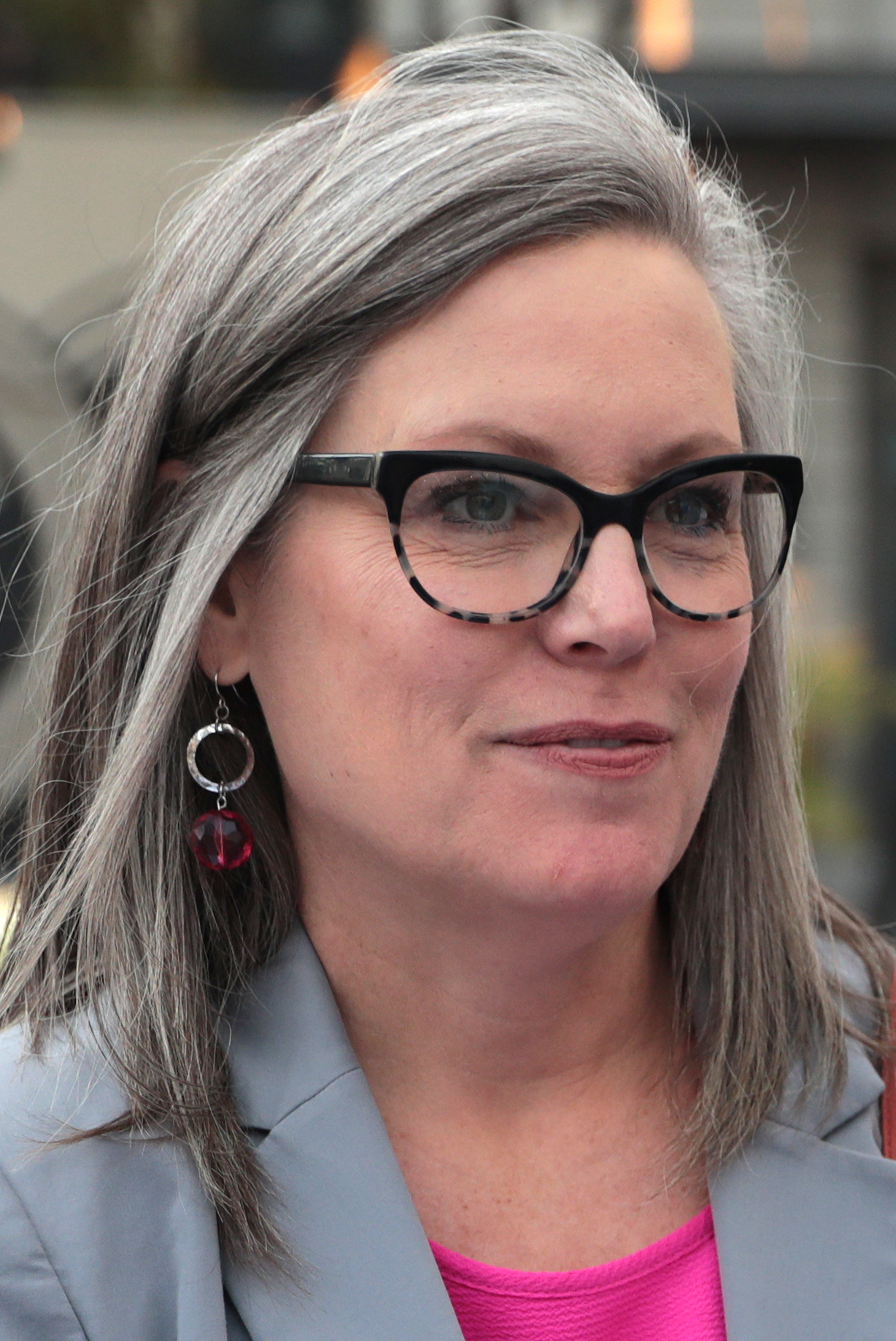
Кетлін Хоббс, 24й Губернатор Аризони
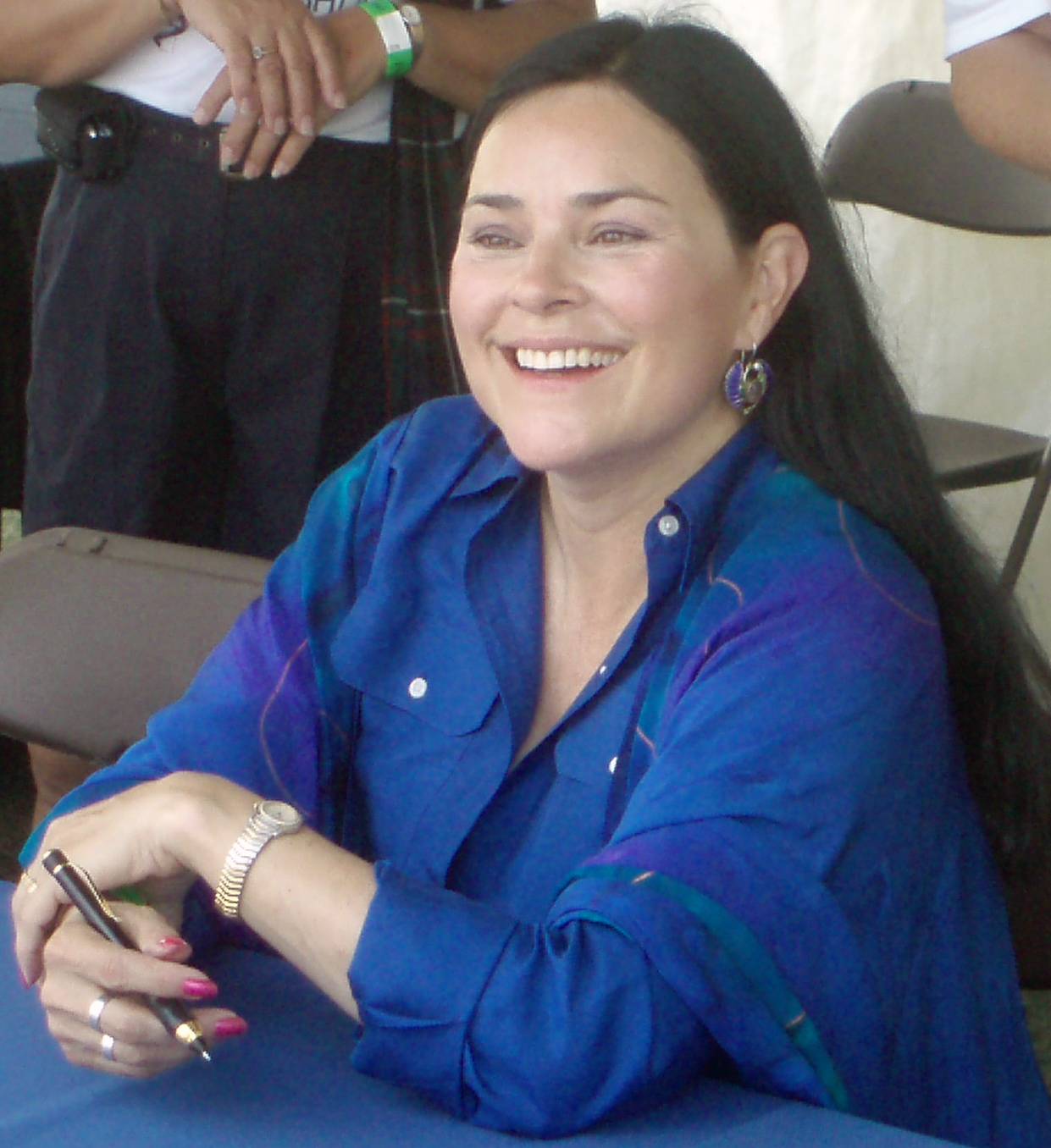
Діана Геблдон, автор франшизи Чужоземка
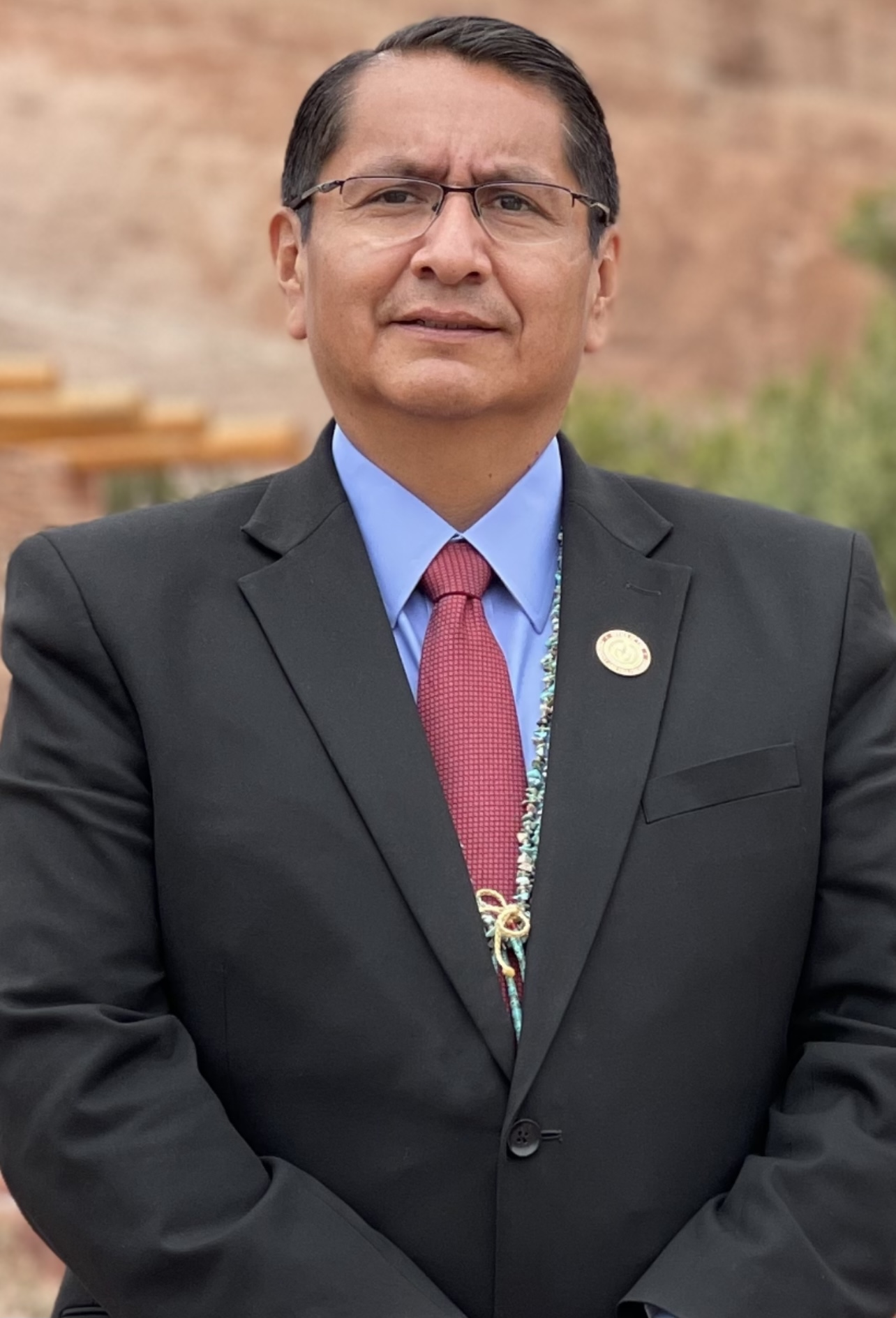
Джонатан Нез, 9 президент навахо
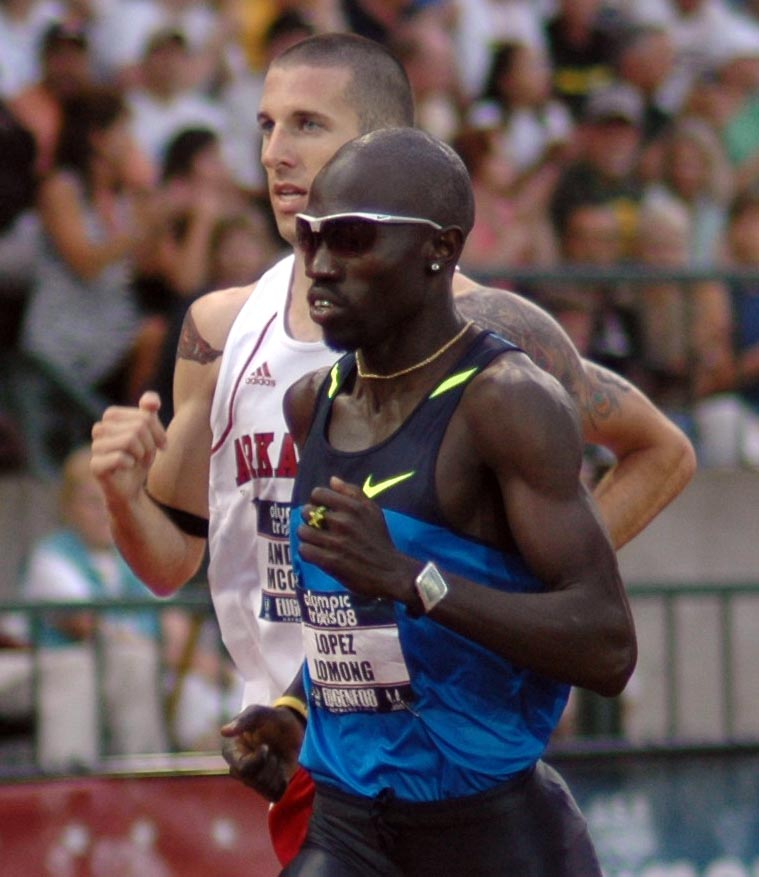
Лопес Ломонг, американський олімпійський спортсмен південносуданського походження
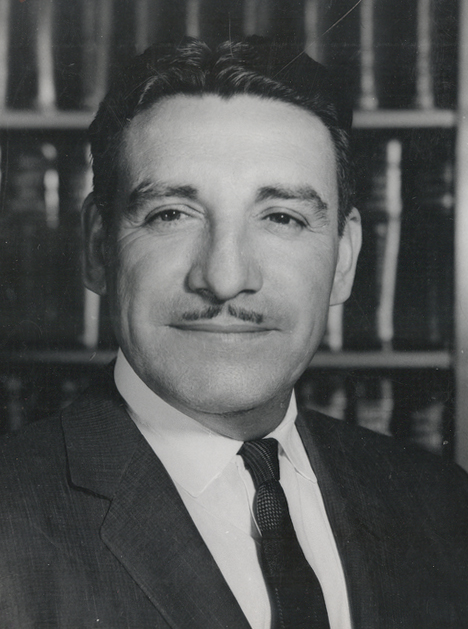
Рауль Ектор Кастро, 14й Губернатор Аризони, Посол США у Болівії
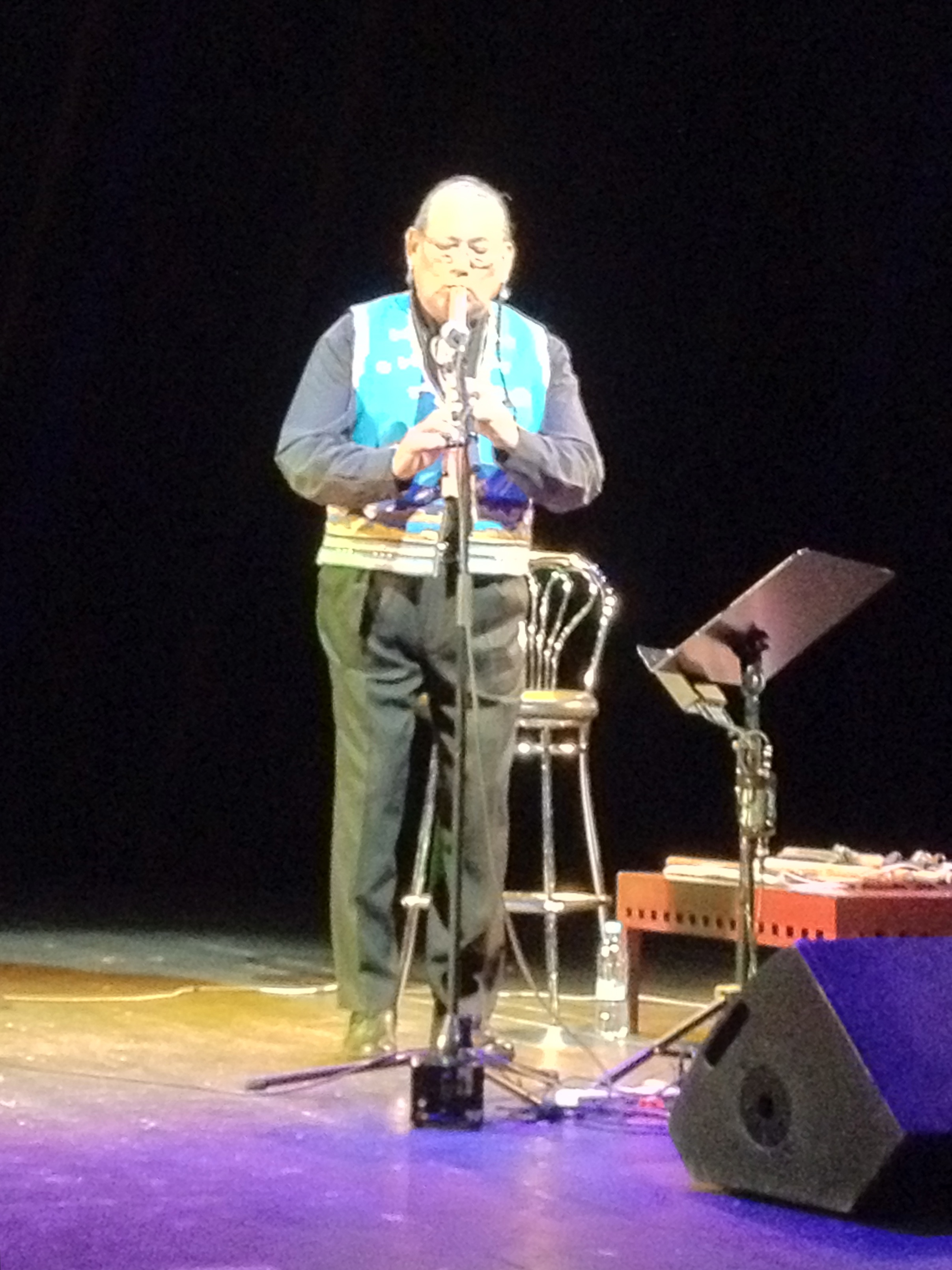
Карлос Накаі, флейтист, 11-кратний номінант  Греммі
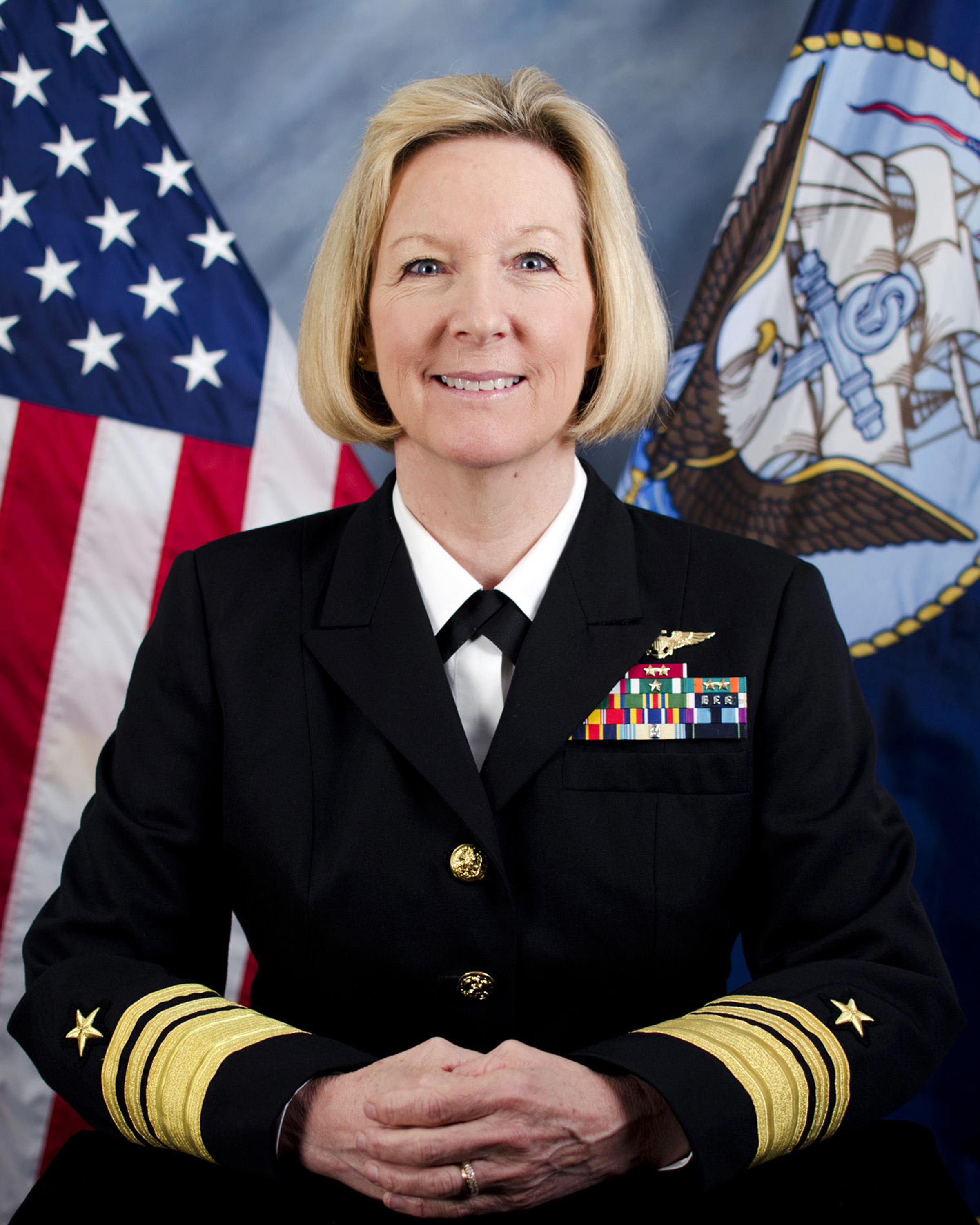
Робін Браун, віце-адмірал ВМС США у відставці
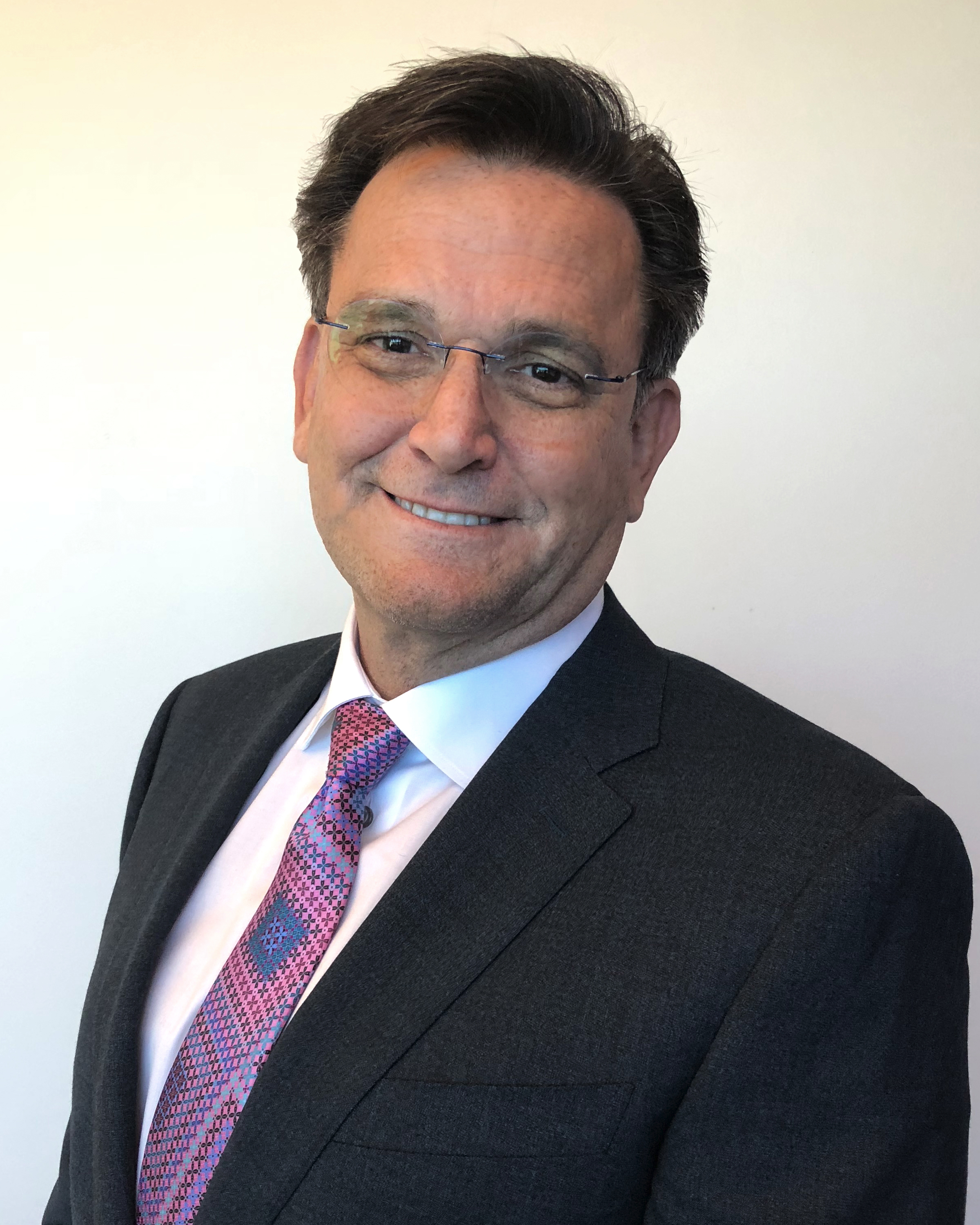
Роберт Мейнард, бізнесмен і засновник LifeLock
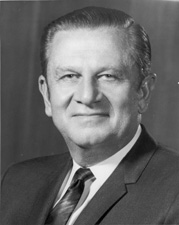
Говард Кеннон, сенатор з Невади, спонсор Закон про дерегулювання авіакомпаній
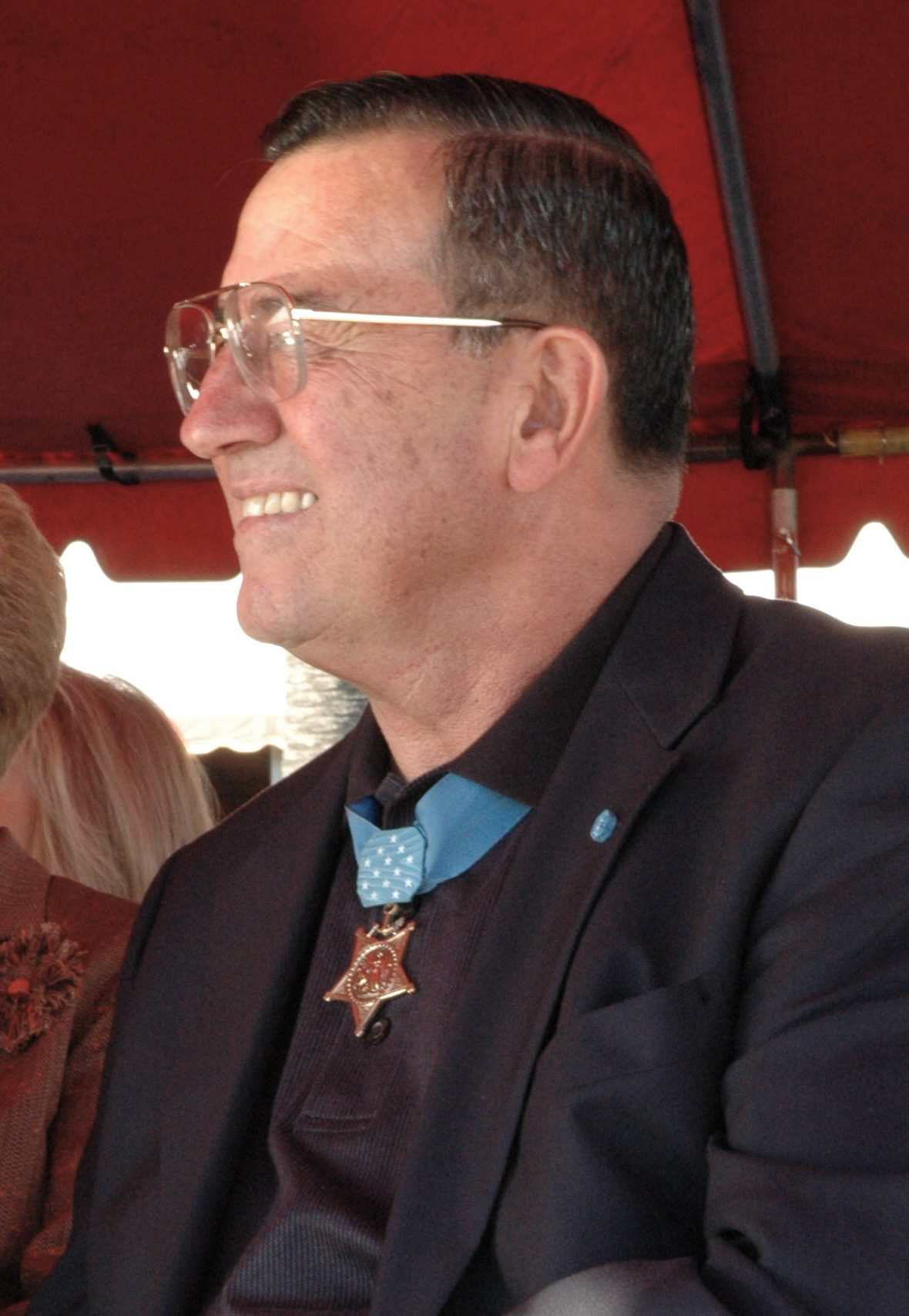
Джей Варгас, медаліст Пошани
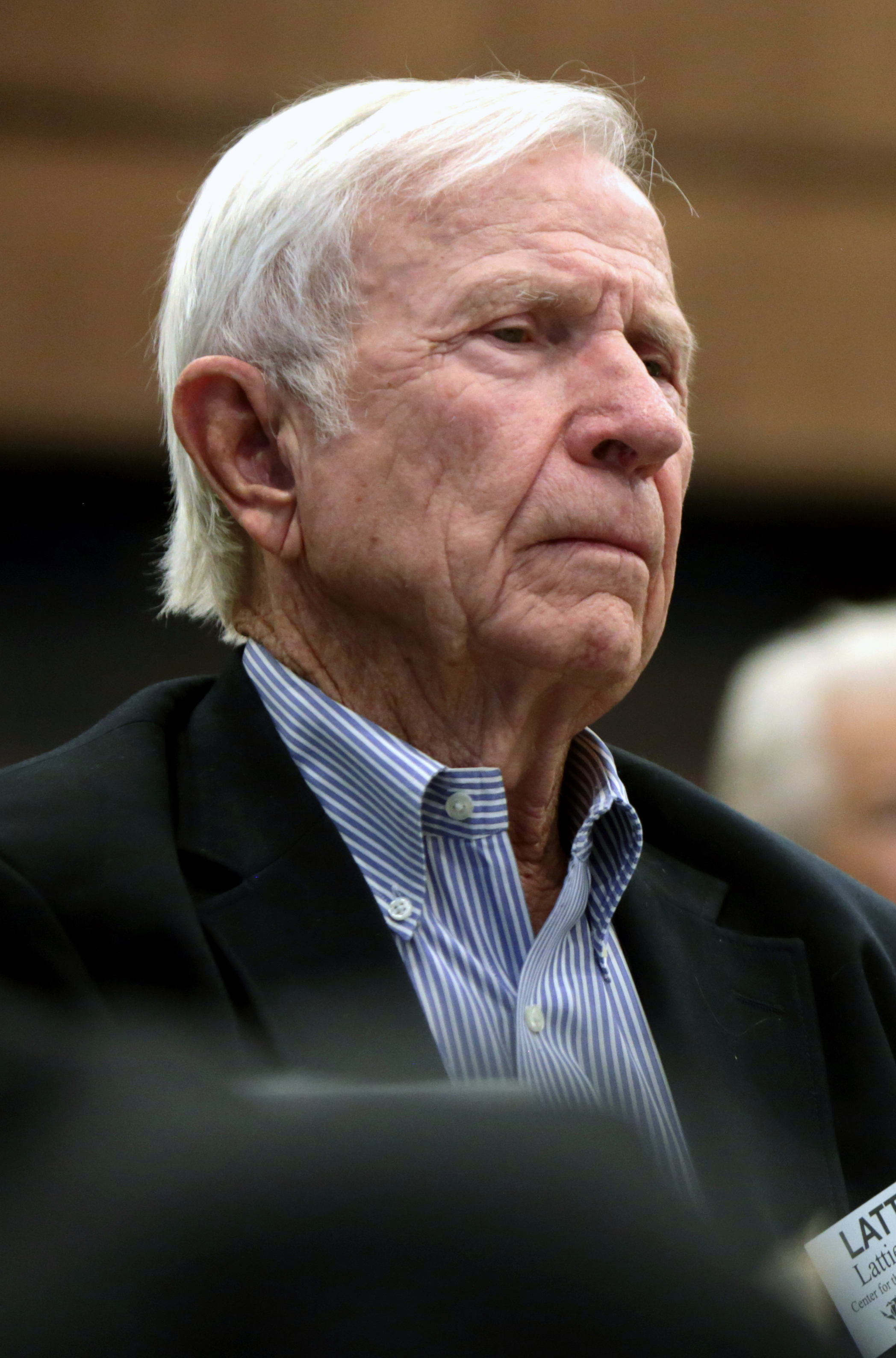
Летті Кур, академічний адміністратор